# Francisco José da Silveira
Francisco José da Silveira (Fazenda do Córrego Fundo, 1779 — Recife, 21 de agosto de 1817) foi um militar e revolucionário brasileiro.
Foi um dos líderes e mártires da Revolução Pernambucana. Condenado à morte por crime de lesa-majestade, foi enforcado e esquartejado.

## Biografia
Francisco José da Silveira nasceu na Fazenda do Córrego Fundo, Capitania de Minas Gerais (atual município mineiro de Formiga), no ano de 1779. Era o sétimo filho do Alferes Domingos Antonio da Silveira, português, e de Ana Rosa de Faria. Casou-se com Francisca Joaquina de Ávila Bitancourt.
Tenente-coronel de Cavalaria, Adido ao Estado Maior do Exército e Ajudante de Ordens do Governo de Mato Grosso, foi transferido para a Paraíba.
Homem destemido, foi um dos líderes da Revolução Pernambucana de 1817 em terras paraibanas. Levado ao Recife pelos portugueses, foi julgado e condenado à morte pelo crime de lesa-majestade, subindo no patíbulo aos 21 dias do mês de agosto de 1817 para o enforcamento. Teve o seu corpo morto esquartejado, e em seguida, sua cabeça e suas mãos foram enviadas à Paraíba.